# Modravec malabarský
Modravec malabarský (Myophonus horsfieldii) je zpěvný pták z čeledi lejskovitých. Obývá pohoří Západní Ghát, Východní Ghát a Sátpurá v Přední Indii. Vyskytuje se v horských lesích do nadmořské výšky 2200 m, především v blízkosti vodních toků. Je stálým druhem. Je hojný a vyskytuje se i v blízkosti lidských obydlí, dříve býval také chován v zajetí. 
Dosahuje délky okolo 25 cm a váhy 100–130 gramů. Základní zbarvení je modročerné, na čele a plecích má jasně modré skvrny, viditelné pouze při správném úhlu nasvícení. Obě pohlaví jsou zbarvena stejně, mladí jedinci jsou hnědí a postrádají skvrnu na hlavě. Zobák a nohy jsou černé.
Jeho potravu tvoří žáby, měkkýší, kraby, kroužkovci a hmyz. Živí se také plody. Ozývá se po ránu hlasitými hvizdy podobnými lidským, kvůli nimž má přezdívku „hvízdající školák“. Období rozmnožování trvá od března do prosince, ve snůšce jsou dvě až čtyři vejce, mláďata se líhnou zhruba po šestnácti dnech. 
Byl popsán v roce 1831 a druhové jméno dostal na počest amerického zoologa Thomase Horsfielda.